# Guido Torelli
Guido Torelli (* 1379 in Mantua; † 8. Juli 1449 in Mailand) war ein Condottiere im Dienste der Visconti und stieg in den Provinzen Pavia, Parma und Reggio Emilia zu einem bedeutenden Feudalherrn auf.

## Biographie

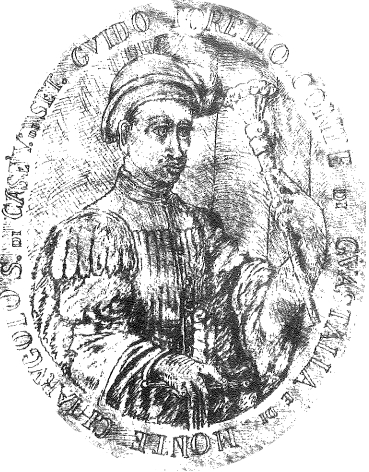
Guido Torelli, Porträt

Guido Torelli entstammte einer einflussreichen, in Diensten der Mailänder Visconti stehenden Familie aus Mantua. Seine Eltern waren Marsilio Torelli (1350–1411) und Elena d’Arco (1355–1419), Tochter des Grafen Niccolò d’Arco und der Beatrice di Castelbarco. Seine militärische Karriere startete er 1397 als Unterführer von Francesco I. Gonzaga, der Mantua gegen einen mailändischen Angriff des Jacopo dal Verme verteidigte. Im selben Jahr beteiligte er sich an der Verteidigung von Governolo und griff mit seiner Truppe das Lager von Ugolotto Biancardo in Borgo Castelletto an. Ab 1402 stand er in Diensten Mailands und war bei den Trauerfeierlichkeiten für Gian Galeazzo Visconti (1351–1402) anwesend. Bis 1409 gehörte er zu den engsten Gefolgsleuten von Ottobuono Terzi, für den er 1408 als Gouverneur von Reggio amtete. Guido Torelli nahm in diesen Jahren in der Emilia und im Veneto an diversen Kriegszügen teil. In diese Zeit fällt auch die dauerhafte Belehnung mit der souveränen Herrschaft über Guastalla und Montechiarugolo.
Nach dem Tod des Ottobuono Terzi wurde Guido Torelli als Hauptmann in die Dienste von Niccolò III. d’Este, Markgraf von Ferrara, Modena und Reggio, gezwungen. 1411 nahm er für diesen Forlì ein. Ab 1415 war er wieder für die Visconti tätig. 1420 wurde er in Mailand zum herzoglichen Rat ernannt. Im selben Jahr nahm er für die Visconti Parma und Teile der Provinz Reggio in Besitz. 1421 war er an der Belagerung von Genua beteiligt. Er ließ die Stadt mit Kanonen beschießen, worauf sich diese ergab. Für 14 Jahre, von 1421 bis 1435, war Genua damit der Herrschaft der Visconti unterworfen. 1423 war Guido Torelli auf Rechnung der d’Este für kurze Zeit Gouverneur von Forlì.
Danach befehligte er als Generalkapitän den erfolgreichen Feldzug in das Königreich Neapel, gegen Alfons V. von Aragon und zugunsten von Johanna von Anjou. Guido Torelli brach von Genua mit einer Flotte auf, die 21 Galeeren und viele kleinere Schiffe und Boote umfasste. Im April 1424 fiel Neapel nach kurzer Belagerung und Guido Torelli wurde der Titel eines ersten Barons von Apulien angetragen. Er erhielt auch das Fürstentum Capua, wobei unklar ist, welche Zuständigkeiten und Einkünfte damit verbunden waren. Langfristig wichtiger war der Umstand, dass Guido Torelli auf diesem Feldzug mit Francesco Sforza Freundschaft schloss. In den folgenden Jahren war er in zahlreichen Schlachten und Scharmützeln des Herzogtums Mailand gegen Florenz und dem mit ihm verbündeten Venedig beteiligt (Zagonara, Anghiari 1425, Faggiola, Maclodio, Soncino, Delebio). Diese Auseinandersetzungen endeten erst 1433 mit dem Friedensvertrag von Ferrara und der Übergabe von Brescia und Bergamo an die Venezianer.
Ende 1433 wurde Guido Torelli als Statthalter des Herzogs für das Veltlin, das Val Camonica, und das Hinterland von Bergamo und Brescia eingesetzt. 1434 wirkte er bei diplomatischen Missionen mit, so bei der Bündnisunterzeichnung mit dem Markgrafen von Monferrato, Verhandlungen mit dem Herzog von Savoyen, Schiedsgericht für Friedensverhandlungen zwischen Savoyen und der Markgrafschaft Montferrat. Das Kriegshandwerk überließ er zunehmend seinen Söhnen Cristoforo I. und Pietro Guido I. Torelli.
Guido starb am 8. Juli 1449 in Mailand. Er wurde, seinem Wunsch gemäß, in der Familienkapelle der Torelli in der Kirche San Francesco in Mantua begraben.

## Familie
Guido heiratete Orsina Visconti di Somma (1380–1451), Tochter des Antonio Visconti und der Anastasia Carcano. Das Ehepaar hatte eine Tochter und drei Söhne:
- Pietro (ca. 1398–1416). Er verstarb am 18. April 1416 in der Schlacht bei Carpi. Für ihn ließ Guido Torelli in der Basilica di Sant’Eustorgio, Mailand, das Jacopino da Tradate zugeschriebene Grabmal errichten

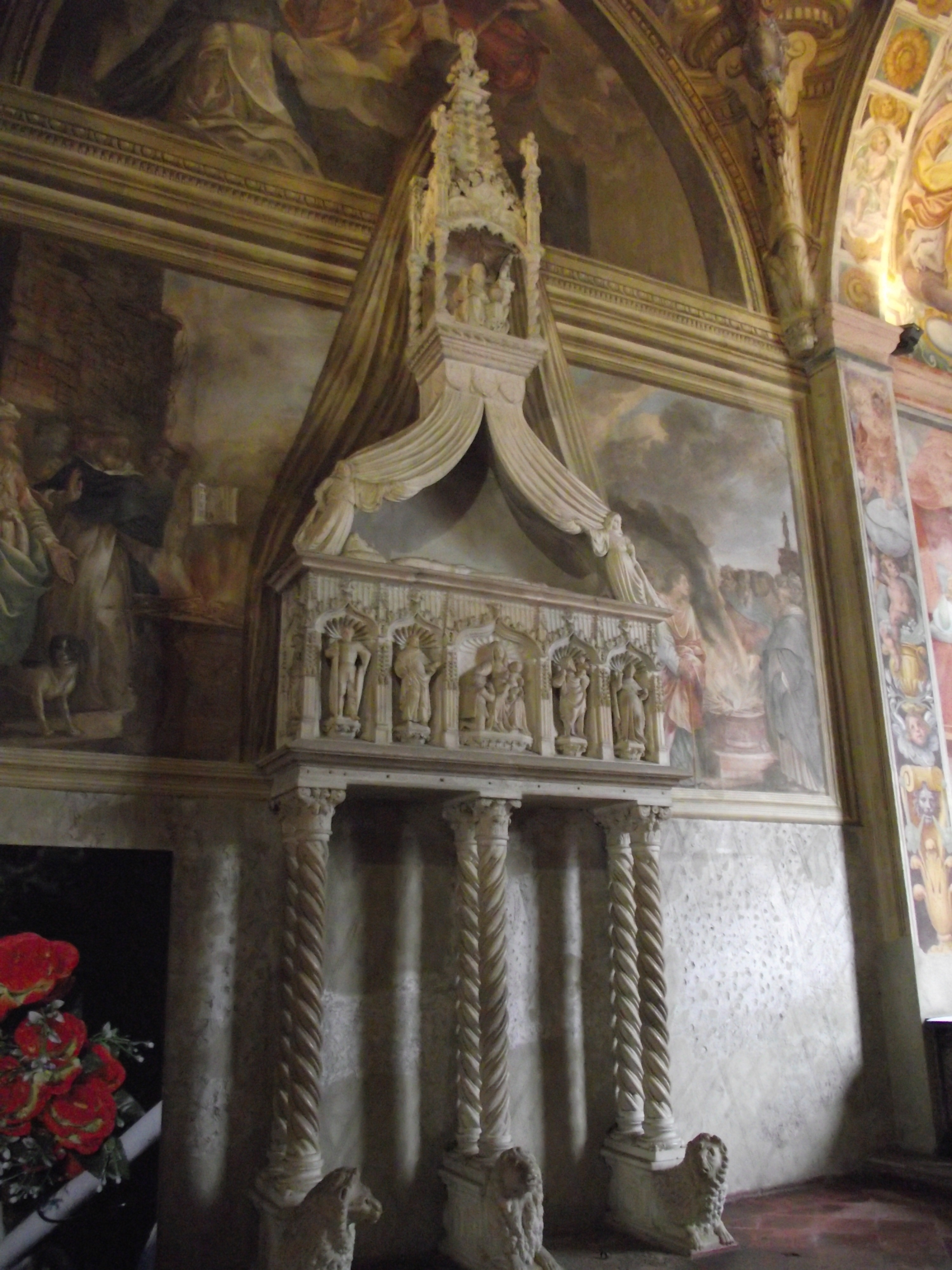
Grabmal für Pietro Torelli, Sant’Eustorgio, Mailand, um 1420

- Cristoforo I. (?–1460); verheiratet (1428 oder 1439) mit Taddea Pio (?–1460), Tochter des Marco I. Pio, Herr von Carpi, und der Taddea de’ Roberti
- Pietro Guido I. (?–1460); verheiratet mit Maddalena del Carretto (1430–1496), Tochter des Galeotto I. del Carretto, Markgraf von Finale (Ligurien), und der Vannina Adorno
- Antonia (1406–1468); verh. (1428) mit Pier Maria II. Rossi (1413–1482), il Magnifico, Graf von San Secondo, Berceto und Corniglio, Condottiere

## Feudalherr
Guido Torellis Familie war zweifellos begütert. Sie besaß städtische Liegenschaften, insbesondere in Mantua, und Grundbesitz im Polesine sowie in der Gegend von Ferrara (Masi Torello), die Guido Torelli in den 1420er Jahren mit den d’Este gegen Güter bei Castelnuovo Parmense tauschte. Mit der Übernahme der mailändischen Lehen Guastalla und Montechiarugolo wurden er und seine Nachkommen über Generationen hinweg zu souveränen Territorialfürsten, auch wenn stets eine starke Abhängigkeit zum Lehnsherrn Mailand bestand und die Grafen Torelli im steten Kampf mit den umliegenden Territorialherrschaften und Baronien standen. Die Erhebung von Guastalla und Montechiarugolo zur Grafschaft und die Verleihung der entsprechenden Titel fällt ins Jahr 1428. Drei Jahre später, 1431, erhielt Guido Torelli von Filippo Maria Visconti für die Mitwirkung beim Sieg gegen die Venezianer in der Schlacht von Soncino die Lehen Casei und Cornale im Pavese, ab 1456 Markgrafschaft. Zehn Jahre später konnte er seine Stellung als Feudalherr durch die Belehnung mit dem Vikariat von Settimo, nordöstlich von Pavia, einschließlich der Herrschaft über Zeccone und Villareggio nochmals konsolidieren.

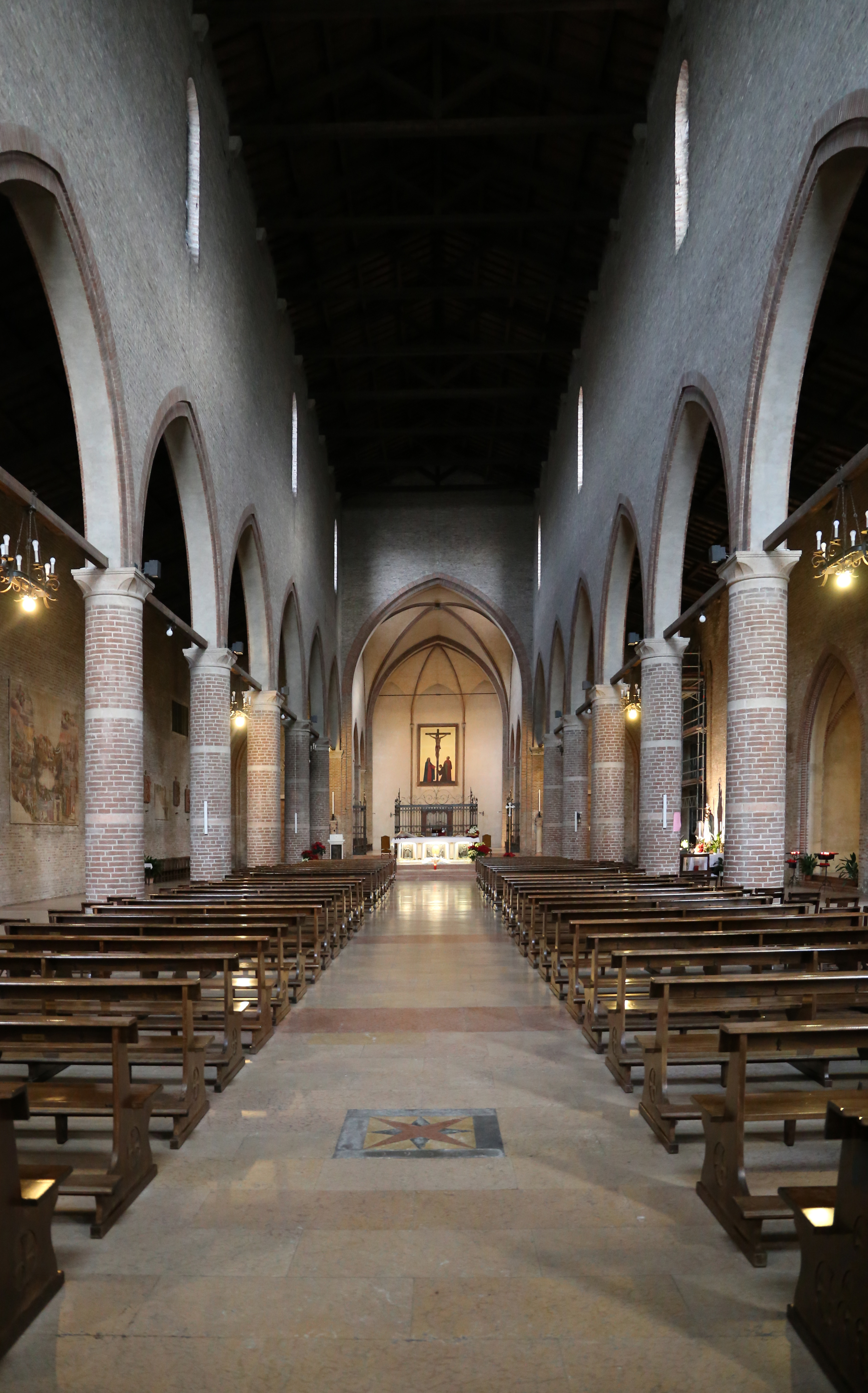
Kirche San Francesco, Mantua